# Greaghans Turlough SAC
Greaghans Turlough SAC este o arie protejată (arie specială de conservare — SAC, sit de importanță comunitară — SCI) din Irlanda întinsă pe o suprafață de 43,71 ha, integral pe uscat.

## Localizare
Centrul sitului Greaghans Turlough SAC este situat la coordonatele 53°36′36″N 9°04′30″W / 53.609886°N 9.074908°V.

## Înființare
Situl Greaghans Turlough SAC a fost declarat sit de importanță comunitară în noiembrie 1997 pentru a proteja 1 specie de animale. Situl a fost protejat și ca arie specială de conservare în iunie 2017.

## Biodiversitate
Situată în ecoregiunea atlantică, aria protejată conține 1 habitat natural: Turlough.
La baza desemnării sitului se află o specie protejată de  păsări: lebădă de iarnă (Cygnus cygnus).
Pe lângă speciile protejate, pe teritoriul sitului au mai fost identificate 1 specie de plante.